# Diphu
Diphu est une ville indienne située dans le district de Karbi Anglong dans l’État de l'Assam. En 2011, sa population était de 61 797 habitants.

## Source de la traduction
- (en) Cet article est partiellement ou en totalité issu de l’article de Wikipédia en anglais intitulé « Diphu » (voir la liste des auteurs).